# Gelfonds konstant
Inom matematiken är Gelfonds konstant den matematiska konstanten eπ, det vill säga e upphöjt till π. Konstanten är uppkallad efter den ryske matematikern Alexander Gelfond. Talet är transcendent, precis som e och π för sig, vilket följer av att
{\displaystyle \mathrm {e} ^{\pi }\;=\;(-1)^{-i}}
Eftersom −i är algebraiskt men inte rationellt är eπ enligt Gelfonds sats transcendent. Konstanten omnämns i Hilberts sjunde problem.
Talet har decimalbråksutvecklingen (talföljd A039661 i OEIS)
23,1406926327792690057290863...
och kedjebråksutvecklingen (talföljd A058287 i OEIS)
[23, 7, 9, 3, 1, 1, 591, 2, 9, 1, 2, 23, ...].
Om man definierar
{\displaystyle k_{0}\,=\,{\tfrac {1}{\sqrt {2}}}}
och
{\displaystyle k_{n+1}={\frac {1-{\sqrt {1-k_{n}^{2}}}}{1+{\sqrt {1-k_{n}^{2}}}}}}
för n > 0, då konvergerar sekvensen  
{\displaystyle (4/k_{n+1})^{2^{-n}}}
snabbt mot eπ.